# Miguel Arenas
Miguel Arenas Guixot (Alicante, 21 de abril de 1902-Ciudad de México, 3 de noviembre de 1965) fue un actor español.

## Biografía y carrera

### Primeros años
Miguel Arenas nació en 1902, en Alicante.

### Vida y trayectoria actoral
Empezó su formación actoral en la Sociedad Ramón de Campoamor. Integró la compañía de Arturo Lledó. En 1919 se incorporó a la compañía de Prado y Chicote, que actuaba en el Teatro Cómico de Madrid. Al año siguiente, formó el trío de varietés alicantino denominado Los Hernán-Alvarenas, compuesto por él mismo, Manuel Álvarez y Josefina Hernández. Abandonó España país a principios de los años 30 debido a que inicia una gira con una compañía teatral por toda Latinoamérica.
El 19 de agosto de 1933, mientras se encontraba de gira por Venezuela, nació su hija Rosa Arenas Dios, procreada con su entonces novia, la española Dolores Dios Bermúdez. Ese mismo año decide establecerse definitivamente en México, donde realizó una carrera cinematográfica. El 17 de julio de 1942, contrajo matrimonio con Dolores, de quien se divorció en fecha desconocida.
De entre las cintas en las que participó destacan: El gran Makakikus (1944), Amok (1944), El hijo desobediente (1945), Un día con el diablo (1945), Cuando los padres se quedan solos (1949), El mártir del calvario (1952), Los Fernández de Peralvillo (1954), Tizoc: Amor indio (1957), y Macario (1960).

## Muerte
Arenas falleció el 3 de noviembre de 1965 en Ciudad de México, a causa de un infarto agudo de miocardio. Fue enterrado en el Panteón Jardín, también ubicado en la Ciudad.

## Filmografía
- El conde de Montecristo (1942)
- El mártir del calvario (1952)
- Macario (1960)
- El hijo de Gabino Barrera (1965)